# Erick Stevens
Erick Stevens (Sarasota, 12 marzo 1982) è un wrestler statunitense.
Attualmente combatte nel circuito indipendente, specialmente nella Ring of Honor e nella Full Impact Pro.

## Carriera

### NWA Florida (2003 - 2005)
Stevens debutta nel maggio 2003 dopo gli allenamenti insieme a Roderick Strong. Inizia a lavorare nella NWA Florida dove vince il Rage in the Cage nel 2005, un'annuale battle royal dentro una gabbia d'acciaio. Al vincitore andava l'opportunità di sfidare il campione per l'NWA Florida Heavyweight Championship. Tuttavia, prima che Stevens incassasse questa opportunità, la promotion chiuse.

### Full Impact Pro (2005 – Presente)
Nel 2005, Stevens debutta nella Full Impact Pro come tag team partner di Steve Madison e si fanno chiamare The Miracle Violence Connection. Dopo una faida con Jerrelle Clark & Jay Fury, i due si scontrano con Sal Rinauro & Colt Cabana, rivalità che termina con un Crystal River Street Fight Match nel maggio 2006. Dopo aver perso il match, Madison attacca Stevens e i due hanno una faida che termina in un brutale e sanguinoso Dog Collar Match. Il 10 marzo 2007, durante l'Eddie Graham Memorial Battle for the Belts, Stevens sconfigge Shingo, Delirious e Roderick Strong in un Fatal 4-Way Match conquistando il FIP Florida Heritage Championship. Dopo averlo difeso dall'assalto di Nigel McGuinness, Claudio Castagnoli e Delirious, perde il titolo contro Sal Rinauro che lo colpisce con la stessa cintura e ottiene lo schienamento vincente. A ROH Final Battle 2007, Stevens sconfigge Roderick Strong vincendo il FIP World Heavyweight Championship. Dopo averlo difeso contro Austin Aries e Bryan Danielson, lo perde contro lo stesso Strong. Dopo una rivincita persa in un Last Man Standing Match, Stevens riguadagna la cintura in un Dog Collar Match il 19 luglio. Perde definitivamente il titolo FIP il 23 agosto 2008, quando viene sconfitto da Go Shiozaki.
Il 20 dicembre 2008, Stevens e l'ex rivale Roderck Strong sconfiggono Kenny King & Jason Blade conquistando il FIP Tag Team Championship. Con la vittoria di questo titolo, Stevens diventa il primo Triple Crown Champion della storia della Full Impact Pro. Il 3 ottobre 2009, Strong attacca Stevens durante un match e i due perdono i titoli contro i British Lions (Chris Gray & Tommy Taylor).

### Ring of Honor (2007 - Presente)
Il 31 marzo 2007, Stevens fa il suo debutto nella Ring of Honor. Entra nella stable di Austin Aries, chiamata Reisilience. Dopo ciò, la stable inizia una faida con quella di Roderick Strong, chiamata No Remorse Corps. A Glory by Honor VI, tuttavia, la stable di Aries si scioglie e Stevens lascia momentaneamente la promotion. Torna poi il 30 novembre, sconfiggendo lo stesso Strong per il FIP World Title. Stevens combatte poi qualche match insieme ai Briscoe Brothers contro i No Remorse Corps e i Age of the Fall (Jimmy Jacobs & Tyler Black). Il 6 giugno 2008, Stevens sconfigge Necro Butcher e Brent Albright in un triple treath match. La sera dopo, però, perde lo scontro finale con Roderick Strong in un Fight Without Honor Match. Il 25 luglio, a Toronto, combatte contro Go Shiozaki in un Ironman Match da 15 minuti. Una volta finito in parità, Larry Sweeney, non acconsente altri cinque minuti di match e ciò scatena una rissa fra Stevens e la stable di Sweeney, la Sweet N'Sour Incorporated. Il 26 luglio, vince un Four Corners Survival contro Shane Hagadorn, Delirious e Ruckus quando schiena Delirious dopo una Doctor Bomb.
Il 6 novembre 2009, Stevens effettua un Turn Heel unendosi alla stable di Prince Nana, la Embassy.

## Nel Wrestling

### Mosse
- Doctor Bomb (Gutwrench powerbomb)
- The Sarasota Screwdriver (Reverse piledriver)
- Corner body splash
- Running Clothesline
- Overhead belly to belly suplex
- Powerslam
- TKO

### Nicknames
- "The Runaway Train"
- "Explosive"

## Titoli e riconoscimenti
Alliance Wrestling Force
- AWF Universal Championship (1)
- AWF Florida Championship (1)
- Yapro Cup Tournament

No Name Wrestling
- NNW Universal Championship (1)

Full Impact Pro
- FIP World Heavyweight Championship (1)
- FIP Florida Heritage Championship (1)
- FIP Tag Team Championship (1 - con Roderick Strong)

Pro Wrestling Illustrated
- 128º nella classifica dei migliori 500 wrestler su PWI 500 (2010)